# Dirka po Španiji 1974
Dirka po Španiji 1974 (špansko Vuelta a España 1974) je 29. izvedba dirke po Španiji, tritedenske moške cestne kolesarske etapne dirke. Začela se je 23. aprila v Almeríi in končala 12. maja v San Sebastiánu. Sodelovalo je 88 kolesarjev iz 9-ih ekip. Rumeno majico je drugič osvojil José Manuel Fuente (Kas–Kaskol), drugo mesto Joaquim Agostinho (Bic), tretje pa Miguel María Lasa (Kas–Kaskol). Modro majico je osvojil Domingo Perurena (Kas–Kaskol), zeleno in sivo majico José Luis Abilleira (La Casera–Peña Bahamontes), rdečo majico pa Javier Elorriaga (Kas–Kaskol).

## Ekipe
- Bic
- Coelima
- IJsboerke–Colner
- Kas–Kaskol
- La Casera–Peña Bahamontes
- Magiglace-Juaneda
- MIC–Ludo–de Gribaldy
- Monteverde
- Peugeot–BP–Michelin

## Etape
| Etapa | Datum     | Štart/Cilj                                            | Razdalja | Tip     | Tip                  | Zmagovalec                    |
| ----- | --------- | ----------------------------------------------------- | -------- | ------- | -------------------- | ----------------------------- |
| P     | 23. april | Almería – Almería                                     | 5 km     |         | posamični kronometer | Roger Swerts (BEL)            |
| 1     | 24. april | Almería – Almería                                     | 98 km    |         |                      | Eddy Peelman (BEL)            |
| 2     | 25. april | Almería – Granada                                     | 187 km   |         |                      | Eric Leman (BEL)              |
| 3     | 26. april | Granada – Fuengirola                                  | 161 km   |         |                      | Rik Van Linden (BEL)          |
| 4     | 27. april | Marbella – Seville                                    | 206 km   |         |                      | Rik Van Linden (BEL)          |
| 5     | 28. april | Seville – Córdoba                                     | 139 km   |         |                      | Domingo Perurena (ESP)        |
| 6     | 29. april | Córdoba – Ciudad Real                                 | 211 km   |         |                      | Eddy Peelman (BEL)            |
| 7     | 30. april | Ciudad Real – Toledo                                  | 126 km   |         |                      | Domingo Perurena (ESP)        |
| 8a    | 1. maj    | Toledo – Madrid                                       | 167 km   |         |                      | Roger Swerts (BEL)            |
| 8b    | 1. maj    | Circuito del Jarama                                   | 4 km     |         | ekipni kronometer    | Kas–Kaskol                    |
| 9     | 2. maj    | Madrid – Los Ángeles de San Rafael                    | 158 km   |         |                      | José Manuel Fuente (ESP)      |
| 10a   | 3. maj    | Los Ángeles de San Rafael – Los Ángeles de San Rafael | 5 km     |         | posamični kronometer | Raymond Delisle (FRA)         |
| 10b   | 3. maj    | Los Ángeles de San Rafael – Ávila                     | 125 km   |         |                      | Martin Martinez (FRA)         |
| 11    | 4. maj    | Ávila – Valladolid                                    | 168 km   |         |                      | José Luis Uribezubia (ESP)    |
| 12    | 5. maj    | Valladolid – León                                     | 203 km   |         |                      | Roger Swerts (BEL)            |
| 13    | 6. maj    | León – Monte Naranco                                  | 128 km   |         |                      | José Manuel Fuente (ESP)      |
| 14    | 7. maj    | Oviedo – Cangas de Onís                               | 134 km   |         |                      | Joaquim Agostinho (POR)       |
| 15    | 8. maj    | Cangas de Onís – Laredo                               | 210 km   |         |                      | Juan Manuel Santisteban (ESP) |
| 16    | 9. maj    | Laredo – Bilbao                                       | 133 km   |         |                      | Gerben Karstens (NED)         |
| 17    | 10. maj   | Bilbao – Miranda de Ebro                              | 157 km   |         |                      | Agustín Tamames (ESP)         |
| 18    | 11. maj   | Miranda de Ebro – Eibar                               | 152 km   |         |                      | Agustín Tamames (ESP)         |
| 19a   | 12. maj   | Eibar – San Sebastián                                 | 79 km    |         |                      | Manuel Antonio García (ESP)   |
| 19b   | 12. maj   | San Sebastián – San Sebastián                         | 35,9 km  |         | posamični kronometer | Joaquim Agostinho (POR)       |
|       | Skupaj    | Skupaj                                                | 2987 km  | 2987 km | 2987 km              | 2987 km                       |

## Končna razvrstitev
| Legenda | Legenda                                    | Legenda | Legenda                          |
| ------- | ------------------------------------------ | ------- | -------------------------------- |
|         | Predstavlja vodilnega v skupnem seštevku   |         | Predstavlja vodilnega po točkah  |
|         | Predstavlja vodilnega v gorski razvrstitvi |         | Predstavlja vodilnega v šprintih |
|         | Predstavlja vodilnega v kombinaciji        |         |                                  |

### Rumena majica
| Poz. | Kolesar                    | Ekipa                     | Čas         |
| ---- | -------------------------- | ------------------------- | ----------- |
| 1    | José Manuel Fuente         | Kas–Kaskol                | 86h 48' 18" |
| 2    | Joaquim Agostinho          | Bic                       | + 11"       |
| 3    | Miguel María Lasa          | Kas–Kaskol                | + 1' 09"    |
| 4    | Luis Ocaña                 | Bic                       | + 1' 58"    |
| 5    | Domingo Perurena           | Kas–Kaskol                | + 4' 29"    |
| 6    | José Antonio Gonzalez      | Kas–Kaskol                | + 5' 56"    |
| 7    | Jean-Pierre Danguillaume   | Peugeot–BP–Michelin       | + 6' 29"    |
| 8    | José Luis Uribezubia       | Kas–Kaskol                | + 6' 33"    |
| 9    | Ventura Díaz               | Monteverde                | + 8' 25"    |
| 10   | Roger Swerts               | IJsboerke–Colner          | + 8' 28"    |
| 11   | Fernando Mendes            | Coelima                   |             |
| 12   | Antonio Vallori            | La Casera–Peña Bahamontes |             |
| 13   | José Luis Abilleira        | La Casera–Peña Bahamontes |             |
| 14   | Antonio Menéndez           | Kas–Kaskol                |             |
| 15   | Régis Ovion                | Peugeot–BP–Michelin       |             |
| 16   | Javier Francisco Elorriago | Kas–Kaskol                |             |
| 17   | Agustín Tamames            | Coelima                   |             |
| 18   | Jan Van De Wiele           | MIC–Ludo–de Gribaldy      |             |
| 19   | Juan Zurano Jérez          | La Casera–Peña Bahamontes |             |
| 20   | Santiago Lazcano           | Kas–Kaskol                |             |
| 21   | José Antonio Pontón        | La Casera–Peña Bahamontes |             |
| 22   | Eric Leman                 | MIC–Ludo–de Gribaldy      |             |
| 23   | Noël Van Clooster          | MIC–Ludo–de Gribaldy      |             |
| 24   | Jesús Manzaneque Sánchez   | La Casera–Peña Bahamontes |             |
| 25   | Venceslau Fernandes        | Coelima                   |             |